# ELC Even
ELC Even — проект французского лёгкого танка, разработанного в 1950-х инженером Эвеном совместно с компанией Brunon-Valette. Произведено 4 прототипа, не прошедших испытания.

## Модификации

### ELC Even 30
ELC Even был вооружён двумя нарезными 30-миллиметровыми автоматическими пушками Hispano-Suiza, установленными по обе стороны башни.

### ELC Even 90
ELC Even 90 был разработан на базе ELC Even 30, но заменил как 30-мм пушки, так и пулемёт с правой стороны одной 90-мм пушкой DEFA низкого давления с правой стороны башни.

### ELC Even 120
ELC Even 120 отличался от других прототипов четырьмя безоткатными пушками, расположенными в горизонтальных парах по обе стороны от башни. Вооружив танк этими орудиями, конструкторам удалось максимально эффективно использовать место водителя. Также конструкция башни позволяла наводчику перезаряжать пушки, не выходя наружу.
Была предложена другая версия танка с двумя 120-мм орудиями, каждое с пятизарядным заряжающим устройством револьверного типа, но она так и не была сконструирована.

### ELC Even с ракетами Nord-Aviation
Транспортное средство, оснащённое четырьмя ПТУР SS.11 или двумя SS.12 установленными сбоку специальной сварной плоской башни с бронированным стеклом. Был создан прототип с комбинацией этого оружия (два SS.11 на правой стороне башни и один SS.12 слева).